# Mistrzostwa Polski w kolarstwie przełajowym 1971
Mistrzostwa Polski w kolarstwie przełajowym 1971 odbyły się w Jeleniej Górze.

## Wyniki
- Czesław Polewiak (Gryf Szczecin)[2]
- Ryszard Prill (Neptun Pruszcz Gdański)
- Andrzej Łabus (Dolnoślązak Jelenia Góra)